# ネストル・ヘルギアニ
ネストル・ヘルギアニ（Nestor Khergiani、1975年7月20日 - ）は、ジョージアのサメグレロ＝ゼモ・スヴァネティ州出身の柔道家。階級は60kg級。身長160cm。

## 人物
7歳の時に父親と一緒に牛を連れて歩いていると、近所の人物に呼び止められて同じ年の子供とレスリングをやらされて、それに勝ったことがきっかけでサンボを習い始めた。学校を卒業すると柔道に転向した。1999年の世界選手権では3位となった。翌年のシドニーオリンピックでは初戦で敗れた。2004年アテネオリンピックでは決勝まで進んで日本の野村忠宏と対戦するが、防戦一方で指導3まで取られて2位に終わった。2006年のワールドカップ団体戦ではジョージアチームの優勝に貢献した。2007年の世界選手権では決勝でオランダのルーベン・フーケスに有効で敗れて2位だった。翌年の北京オリンピックでは初戦で敗れた。

## 主な戦績
- 1997年 - ロシア国際　2位
- 1997年 - グルジア国際　2位
- 1998年 - オーストリア国際　2位
- 1998年 - ヨーロッパ選手権　優勝
- 1999年 - ドイツ国際　2位
- 1999年 - ヨーロッパ選手権　3位
- 1999年 - ユニバーシアード　3位
- 1999年 - 世界選手権　3位
- 2000年 - ヨーロッパ選手権　3位
- 2000年 - グルジア国際　2位
- 2001年 - ヨーロッパ選手権　3位
- 2001年 - 世界選手権　5位
- 2002年 - グルジア国際　3位
- 2002年 - ヨーロッパ選手権　3位
- 2002年 - ワールドカップ団体戦　2位
- 2002年 - グランプリ・モスクワ　3位
- 2003年 - ロシア国際　優勝
- 2003年 - グルジア国際　優勝
- 2003年 - チェコ国際　2位
- 2003年 - ヨーロッパ選手権　優勝
- 2004年 - アテネオリンピック　2位
- 2005年 - グルジア国際　優勝
- 1999年 - フランス国際　3位
- 2006年 - チェコ国際　3位
- 2006年 - ワールドカップ団体戦　優勝
- 2007年 - ヨーロッパ選手権　3位
- 2007年 - 世界選手権　2位
- 2008年 - ヨーロッパ選手権　3位
- 2009年 - ワールドカップ・トビリシ　2位
- 2009年 - ワールドカップ・ワルシャワ　3位
- 2009年 - ヨーロッパ選手権　3位
- 2009年 - 世界選手権　5位